# Kis busalepke
A kis busalepke (Pyrgus malvae)  a rovarok (Insecta) osztályának lepkék (Lepidoptera) rendjéhez, ezen belül a busalepkefélék (Hesperiidae) családjához tartozó faj.

## Előfordulása
Megtalálni csaknem egész Európában (a 65. szélességi fokig), valamint Ázsia mérsékelt övi részén Mongóliáig és az Amurig. E busalepke faj nem ritka.

## Megjelenése
Sötétbarna színű lepke, tipikus négyszögletes, fehér foltokkal; a szárnyak külső szegélye mentén többé-kevésbé szaggatott fehér foltsor húzódik. Az elülső szárny 1–1,5 centiméter hosszú. A szárnyak fonákja világosabb barna, a hátulsó szárnyaké sárgászöld árnyalatú, és a fehér foltok nem annyira élesen körülhatároltak, mint felül. A nőstények a hímeknél többnyire nagyobbak.

## Életmódja
Mindenütt előfordul a hegyvidéki erdőktől a kertekig, a tengerpartoktól 2000 méter magasságig. Főleg mályvák, erdei szamócák, gyűszűvirág, málna és szeder virágait keresi fel.

## Szaporodása
Magyarországon két nemzedéke van évente. Az első már igen korán, április elején megjelenik, és júniusig látható. A második július-augusztusban repül, kései egyedeivel még szeptemberben is találkozhatunk. A lepkék csak napos időben, alacsonyan a növényzet fölött repülnek, röptük gyors, surranó. A hernyó nagy, fekete fejű, zöldes színű. A fiatal hernyók növények összenőtt levelei között élnek, idősebb korukban egy-egy levelet lehúznak, és összeszövik az aljzattal. Ezt a „védősátrat” csak táplálkozás idején hagyják el. A báb laza szövedékben a talajon telel át a tápnövény szárai között.